# Роздуми про революцію у Франції
Роздуми про революцію у Франції  — політичний памфлет, написаний британським державним діячем Едмундом Берком і опублікований у листопаді 1790 року. Це фундаментальний контраст Французької революції того часу з неписаною британською конституцією і, значною мірою, суперечка з британськими прихильниками та інтерпретаторами подій у Франції. Одна з найвідоміших інтелектуальних атак проти Французької революції,  Роздуми є визначальним трактом сучасного консерватизму, а також важливим внеском у міжнародну теорію. Антологія англійської літератури Нортона описує «Роздуми » як «найпромовистіший вислів британського консерватизму, який віддає перевагу монархії, аристократії, власності, спадкоємству та мудрості віків».  Перш за все, це була одна з визначальних спроб Едмунда Берка трансформувати «традиціоналізм у самосвідому та повністю продуману політичну філософію консерватизму». 
Памфлет важко класифікувати. Перш ніж розглядати цей твір як памфлет, Берк писав у формі листа, викликаючи очікування відкритості та вибірковості, що додавало йому додаткового значення. Науковці мали труднощі з визначенням того, чи можна Берка або його трактат найкраще розуміти як «реаліста чи ідеаліста, раціоналіста чи революціонера». Завдяки своїй ґрунтовності, риторичній майстерності та літературній силі трактат став одним з найвідоміших творів Берка і класичним текстом політичної теорії. У 20-му столітті він вплинув на низку консервативних інтелектуалів, які переосмислили віггівські аргументи Берка як критику більшовицьких програм.
Берк працював у Палаті громад Великої Британії, представляючи партію вігів, у тісному союзі з ліберальним політиком лордом Рокінгемом. У своїй політичній кар'єрі Берк активно відстоював конституційне обмеження влади Корони, засуджував релігійні переслідування католиків у своїй рідній Ірландії, висловлював претензії американських колоній Великобританії, підтримував незалежність Америки і активно домагався імпічменту Воррена Гастінгса, генерал-губернатора Британської Індії, за корупцію і зловживання владою. За ці дії Берк користувався великою повагою серед лібералів у Великій Британії, США та на європейському континенті. На початку своєї кар'єри Берк відстоював багато ліберальних ідей і був на боці американців у війні за незалежність. Таким чином, як опоненти, так і союзники були здивовані силою його переконання, що Французька революція була «катастрофою», а революціонери — «підступним натовпом».
Невдовзі після падіння Бастилії у 1789 році французький аристократ Шарль-Жан-Франсуа Депон поцікавився його враженнями від Революції, і Берк відповів двома листами. Довший, другий лист, написаний після того, як він прочитав у січні 1790 року промову Річарда Прайса «Розмова про любов до нашої країни», став «Роздумами про революцію у Франції». Опублікований у листопаді 1790 року, твір миттєво став бестселером: за перші п'ять тижнів було придбано тринадцять тисяч примірників, а до вересня наступного року він витримав одинадцять видань. За словами Стівена Грінблата в «Нортонській антології англійської літератури», «частина її привабливості для сучасних читачів полягала у високохудожніх описах жорстокого поводження натовпу з французьким королем і королевою (які на момент написання Берком були ув'язнені в Парижі...)». Французького короля і королеву стратили через три роки, у січні та жовтні 1793 року відповідно.
Берк писав, що йому не подобається абстрактне мислення, що свобода і рівність — це різні речі, що справжня рівність має бути оцінена Богом і що свобода — це конструкція закону, а не виправдання для того, щоб робити все, що заманеться. Він не був прихильником радикальних змін і вважав, що революціонери потраплять у ще більшу халепу, оскільки їхні дії призведуть до ще більших проблем. На його думку, революціонери не розуміли, що «не існує прав без відповідних обов'язків або без певних суворих обмежень».
З його поглядів на те, що, на його думку, станеться з революціонерами, можна зрозуміти, чому Берк не любив змін. Берк вважав, що такі люди, як революціонери, не можуть впоратися з великою кількістю влади. «Коли люди граються в Бога, — говорив Берк, — вони поводяться як дияволи".

## Дискусія
У «Роздумах» Берк стверджував, що Французька революція закінчиться катастрофічно, оскільки її абстрактні засади, нібито раціональні, ігнорували складності людської природи та суспільства. Далі він зосередився на практичності рішень, а не на метафізиці, пишучи: «Який сенс обговорювати абстрактне право людини на їжу або на медицину? Питання полягає в методі їх отримання та використання. У цій дискусії я завжди радив би звертатися за допомогою до фермера і лікаря, а не до професора метафізики». Слідом за святим Августином і Цицероном, він вірив у правління, засноване на «людському серці». Тим не менш, він з презирством і побоюванням ставився до ідей Просвітництва таких інтелектуалів, як Дейвід Г'юм, Едвард Ґіббон, Жан-Жак Руссо, Вольтер і Анн-Робер-Жак Тюрго; інтелектуалів, які не вірили в божественний моральний порядок і первородний гріх. Берк стверджував, що до суспільства слід ставитися як до живого організму і що люди і суспільство є безмежно складними, що призвело його до конфлікту з твердженням Томаса Гоббса про те, що політику можна звести до формальної системи, подібної до математики.
Як віг, Берк категорично заперечував віру в богообраність монархічної влади та ідею про те, що народ не має права скидати деспотичний уряд. Однак він відстоював центральну роль приватної власності, традицій і забобонів (тобто прихильності до цінностей незалежно від їхнього раціонального підґрунтя), щоб дати громадянам можливість брати участь у суспільному устрої своєї країни. Він виступав за поступову конституційну реформу, а не революцію (у всіх випадках, окрім найбільш складних), підкреслюючи, що політична доктрина, заснована на таких абстракціях, як свобода і права людини, може бути легко використана для виправдання тиранії. Він вважав, що успадковані права, повторювані в Англії від Великої хартії вольностей до Декларації прав, є твердими і конкретними, забезпечуючи спадкоємність (як традиції, забобони і приватна власність, що успадковується у спадок). На противагу цьому, дотримання спекулятивних абстрактних прав може бути хитким і змінюватися залежно від політичної кон'юнктури. Натомість він закликав до конституційного закріплення конкретних прав і свобод як захисту від урядового гноблення.
У фразі «[упередження] робить чесноту людини звичкою» Берк захищає заповітні, але неусвідомлені, ірраціональні упередження людей (чим більше вони захоплюють їх, тим більше вони їх плекають). Оскільки моральна оцінка людини обмежена, людям краще черпати з «загального банку і капіталу націй і віків», ніж з власного інтелекту.
Берк передбачив, що супутній революції безлад зробить армію «бунтівною і повною фракцій», і тоді «народний генерал», який керуватиме вірністю солдатів, стане «господарем ваших зборів, господарем всієї вашої республіки». Хоча він, можливо, мав на увазі Жильбера дю Мотьє, маркіза де Лафайєта, Наполеон здійснив це пророцтво 18-го брюмера, через два роки після смерті Берка.
Більшість членів Палати громад не погоджувалися з Берком, і його популярність знизилася. Коли Французька революція розкололася на фракції, партія вігів розпалася на дві частини, а саме на партію нових вігів і партію старих вігів. Як засновник Старих вігів, Берк завжди користувався можливістю вступити в дебати з Новими вігами про французький якобінізм.
Після спроби послабити контроль протестантської меншини над ірландським урядом, він був виведений з Палати громад з великою пенсією. Пізніше він усиновив французьких та ірландських дітей, вважаючи себе правим, рятуючи їх від утисків уряду. Перед смертю він наказав своїй родині поховати його таємно, вважаючи, що його тіло стане політичною мішенню для наруги, якщо якобінці переможуть в Англії.

## Інтелектуальний вплив
Книга «Роздуми про революцію у Франції» широко читалася, коли була опублікована в 1790 році, хоча не кожен британець схвалював доброзичливе ставлення Берка до їхнього історичного ворога та його королівської родини. Його англійські вороги припускали, що він або став психічно неврівноваженим, або був таємним католиком, обуреним антиклерикальною політикою демократичного французького уряду та експропріацією церковних земель. Публікація цього твору викликала швидку реакцію, спочатку у вигляді «Обґрунтування прав людини» (1790) Мері Волстонкрафт, а потім «Прав людини» (1791) Томаса Пейна. Тим не менш, робота Берка стала популярною серед короля Георга ІІІ та савойського філософа Жозефа де Местра.
Історично склалося так, що «Роздуми про революцію у Франції» стали основоположним філософським опусом консерватизму, коли деякі з передбачень Берка здійснилися, а саме, коли під час Епохи терору у новій Французькій Республіці з 1793 по 1794 рік було страчено тисячі людей (в тому числі багато монахинь і духовенства), щоб очистити суспільство від так званих контрреволюційних елементів. У свою чергу, це призвело до політичної реакції уряду генерала Наполеона Бонапарта, який для декого виглядав як військова диктатура. Берк передбачив прихід до влади військової диктатури і те, що революційний уряд замість того, щоб захищати права народу, буде корумпованим і насильницьким.
У XIX столітті французький історик-позитивіст Іпполіт Тен повторив аргументи Берка у праці «Витоки сучасної Франції» (1876–1885), а саме: централізація влади є основною вадою революційної французької системи управління; що вона не сприяє демократичному контролю; і що революція передала владу від богообраної аристократії «освіченій» безсердечній еліті, більш некомпетентній і тиранічній, ніж аристократи.
У XX столітті західні консерватори застосували антиреволюційні «Роздуми» Берка до народних революцій, таким чином утвердивши знакову політичну цінність Берка для консерваторів. Наприклад, Фрідріх Гаєк, відомий австрійський економіст, визнавав свій інтелектуальний борг перед Берком. Крістофер Гітченс писав, що «величезна сила “Роздумів” полягає в тому», що вони є «першим серйозним аргументом на користь того, що революції пожирають власних дітей і перетворюються на власні протилежності».
Однак історики розцінили аргументи Берка як такі, що не відповідають реальній історії подій. Незважаючи на те, що Альфред Коббан є найавторитетнішим консервативним істориком подій, він визнав, що памфлет Берка в тій частині, яка «стосується причин Революції [...] не просто неадекватний, але й вводить в оману», і що його основний успіх полягає в тому, що він є «насильницьким parti pris». Коббан зазначає, що Берк був надзвичайно добре поінформований про Америку, Ірландію та Індію, але у випадку з Французькою революцією покладався на слабку інформацію та погані джерела, і в результаті його теза не відповідає реальній ситуації у Франції на початку революції, де ситуація дійсно була досить жахливою, щоб змести існуючі інститути. Коббан підсумовує: «Як література, як політична теорія, як будь-що, окрім історії, його "Роздуми" чудові».
У 2020 році «Роздуми про революцію у Франції» були заборонені в Китаї, як частина ширшої цензури Комуністичної партії Китаю на певні книги за часів Сі Цзіньпіна.

## Цитати з «Роздумів про революцію у Францію»
Французька революція — найдивовижніша з усіх подій, які коли-небудь відбувалися у світі, з огляду на всі обставини, що склалися, разом узяті. Найдивовижніші речі в багатьох випадках здійснюються найабсурднішими і найбезглуздішими способами, найбезглуздішими методами і, вочевидь, найогиднішими інструментами. У цьому дивному хаосі легковажності й жорстокості, всіляких злочинів, змішаних з усілякими безумствами, кожна річ здається неприродною.
При перегляді цієї трагікомічної сцени неодмінно виникають, а іноді й змішуються у свідомості найпротилежніші пристрасті: чергуються презирство і обурення, сміх і сльози, презирство і жах.
Дух інновацій, як правило, є результатом егоїстичної вдачі та обмежених поглядів. Люди не будуть сподіватися на нащадків, які ніколи не озираються на своїх предків.
Вони оточені армією, не піднятою ні владою корони, ні їхнім командуванням, і яка, якби вони наказали розпуститися, миттєво розчинила б їх. Наш політичний устрій перебуває у справедливій відповідності та симетрії з порядком світу та способом існування, визначеним для постійного тіла, що складається з тимчасових частин; в якому, з волі величезної мудрості, що виліплює разом велике таємниче об'єднання людського роду, ціле в один час ніколи не буває ні старим, ні середнього віку, ні молодим, але в стані незмінної постійності рухається далі через різноманітні періоди вічного занепаду, падіння, оновлення та прогресу. Таким чином, зберігаючи природний метод в управлінні державою, те, що ми вдосконалюємо, ніколи не є цілком новим; те, що ми зберігаємо, ніколи не є цілком застарілим.
Якщо громадянське суспільство створене для блага людини, то всі блага, заради яких воно створене, стають її правом. [...] Люди мають право на [...] справедливість; як між собою, так і між своїми ближніми, незалежно від того, чи вони займаються політичною діяльністю, чи звичайним ремеслом. Вони мають право на плоди своєї праці; і на засоби, що роблять їхню працю плідною. Вони мають право на надбання своїх батьків; на харчування і вдосконалення своїх дітей; на настанови в житті і на розраду в смерті.
Всі приємні ілюзії, які робили владу лагідною, а послух ліберальним, які гармонізували різні відтінки життя і які, шляхом м'якої асиміляції, інкорпорували в політику почуття, що прикрашають і пом'якшують приватне суспільство, будуть розвіяні цією новою завойовницькою імперією світла і розуму. Всі пристойні драпірування життя будуть грубо зірвані.
Там, де торгівля і мануфактура не потрібні народові, дух шляхетності і релігії залишається, на їхнє місце приходять почуття, і не завжди погані; але якщо торгівля і мистецтво повинні бути втрачені в експерименті, щоб перевірити, наскільки добре може стояти держава без цих старих фундаментальних принципів, що ж це буде за нація грубих, тупих, лютих, і в той же час бідних і брудних варварів, позбавлених релігії, честі і чоловічої гордості, які не мають нічого в даний час, і ні на що не сподіваються в майбутньому? Я бажаю вам, щоб ви не поспішали і не йшли найкоротшим шляхом до цього жахливого і огидного становища. Вже зараз у всіх діях зборів і всіх їхніх наставників відчувається бідність задуму, грубість і вульгарність. Їх свобода не є ліберальною. Їхня наука — самовпевнене невігластво. Їх людяність — дика і жорстока.
Суспільство — це справді контракт. Допоміжні контракти щодо об'єктів, які становлять лише випадковий інтерес, можуть бути розірвані за бажанням — але державу не слід розглядати як ніщо інше, як партнерську угоду в торгівлі перцем і кавою, ситцем чи тютюном, або ще якоюсь подібною дрібницею, яку укладають заради невеликого тимчасового інтересу, а потім розривають за бажанням сторін. На це слід дивитися з іншим благоговінням, бо це не партнерство в речах, що служать лише грубому тваринному існуванню, тимчасовому і тлінному. Це партнерство в усій науці; партнерство в усьому мистецтві; партнерство в кожній чесноті та в усій досконалості. Оскільки цілі такого партнерства не можуть бути досягнуті в багатьох поколіннях, воно стає партнерством не тільки між тими, хто живе, але й між тими, хто живе, тими, хто помер, і тими, хто має народитися.
Люди, які ніколи не озираються на своїх предків, не будуть сподіватися на нащадків.
Ви побачите, що від Великої хартії вольностей до Декларації прав єдиною політикою нашої конституції було стверджувати і відстоювати наші свободи як спадщину, що дісталася нам від наших предків і має бути передана нашим нащадкам — як надбання, що особливо належить народу цього королівства, без жодного посилання на будь-яке інше більш загальне або попереднє право. Таким чином, наша конституція зберігає єдність у великому розмаїтті її частин. У нас є спадкова корона, спадкове перство, Палата громад і народ, який успадковує привілеї, права і свободи від довгого ряду предків.
Краще бути зневаженим через надто тривожні побоювання, ніж зруйнованим через надто впевнену безпеку.

## Зовнішні посилання
- An online facsimile of the first edition from the Internet Archive
- A brief excerpt from the text, from the Internet History Sourcebooks Project
- A complete online edition of the text, from Project Gutenberg
- Reflections on the Revolution in France public domain audiobook at LibriVox
- "Reactionary Prophet: Edmund Burke understood before anyone else that revolutions devour their young—and turn into their opposites" by Christopher Hitchens, The Atlantic Monthly, April 2004.